# 田苏 (晋国)
田苏，春秋时期晋国人物。
韩献子韓厥的儿子韓起和田苏有交往，田苏称赞他“好仁”。《诗经》说：“靖共爾位，好是正直。神之聽之，介爾景福。”体恤民众是德，导正直是正，导正曲是直，三者结合为一是仁。如此，那么神灵就会了解，赐给他大福。前566年，韩献子告老退休，准备立他的长子韩无忌为卿。韩无忌辞谢，以田苏的评价，请立弟弟韩起。十月初九日，韩起朝见，韩厥告老退休。晋悼公认为韩无忌具有仁德，让他做首席公族大夫。